# テレビ東京金曜8時枠の連続ドラマ
テレビ東京金曜8時枠の連続ドラマは、東京12チャンネル（現：テレビ東京）の金曜20:00 - 20:56（JST、以下略）で、過去4期にわたって放送されたテレビドラマ枠である。
なお『もんもんドラエティ』は、ドラマにバラエティなどの様々なコーナーを盛り込んだ複合番組ではあるが、便宜上ドラマとする。
後身の時代劇に関しては、
2013年10月より再開したドラマ枠は、

## 概要
この枠のドラマの歴史は古く、開局して1年も経たない1965年1月29日に開始した海外名作『ルート66』が初。その後も海外作品を続けるが、東京12チャンネルの経営難に伴う放送枠縮小で22時枠から『朝日新聞きょうのニュース』が再移動したため中断。再開後は海外作品・公開コメディ・現代劇を放送するも、その後は1974年に海外作品『ハタリ!アフリカ猛獣境』と1982年に『もんもんドラエティ』を放送したのみ、以後2006年10月20日に時代劇『逃亡者 おりん』を開始するまで、この枠は全くドラマが放送されなくなった。
なお、テレビ東京は2014年の開局50周年を迎えるにあたり、2013年10月改編で、2011年9月終了の月曜22時枠ドラマ以来途絶えていたゴールデン・プライム枠の連続ドラマを金曜20時枠で再開した。枠名は『金曜8時のドラマ』。

## 放送作品一覧

### 第1期

#### 1965年
- ルート66（1月 - 7月）
  - 海外作品
  - 主演：マーティン・ミルナー、ジョージ・マハリス
- 勇者（7月 - 1966年1月）
  - 海外作品

#### 1966年
- 暗黒街への挑戦（2月 - 3月）
  - 海外作品

### 第2期

#### 1968年
- 怪奇劇場（10月 - 11月）
  - 海外作品
  - 12月より月曜20時に移動

### 第3期

#### 1969年
- 猛烈アパッチ鉄道（5月 - 9月）
  - 海外作品
  - 『欲ばり大作戦』との枠交換で土曜20時から移動
  - 主演：ディル・ロバートソン
  - この後は舞台中継と歌謡番組で1ヶ月間中断
- 爆笑愚連隊キン・コン・カン!!（11月7日 - 1970年3月27日）
  - 作：花登筺 主演：石井均、大村崑、谷幹一

#### 1970年
- あの娘がいいな（4月3日 - 9月25日）
  - 主演：淡島千景
- おさな妻（10月2日 - 1971年9月24日）
  - 主演：麻田ルミ

### 第4期

#### 1974年
- ハタリ!アフリカ猛獣境（4月 - 9月）
  - 海外作品
  - 主演：チャック・コナーズ

### 第5期

#### 1982年
- もんもんドラエティ（3月 - 6月）
  - 主演：岸田森
  - 木曜20:00より移動。